# Шупихова, Юлие
Юлие Шупихова (чеш. Julie Šupichová; 27 января 1884, Студнице — 20 декабря 1970, Прага) — чешская учительница, писательница, публицист, преподаватель эсперанто. Издатель бывшего журнала Esperanto reporter и автор в журнале The Little reader.

## Биография
Шупихова — внучка врача и целителя Франтишека Шупича из Червени-Костельца (чеш. Červený Kostelec). Работала учительницей в Червени-Костельце, затем в Гронове и в Праге.
 Она выучила эсперанто по учебнику Теодора Чайки в 1907 году и с тех пор посвятила себя распространению этого языка.
Являлась членом Клуба эсперантистов в Праге, Почётным членом Всемирной эсперанто-ассоциации (UEA), Чешского союза эсперантистов.
Занималась литературной и публицистической деятельностью, вела лекционные курсы на радио, написала 26 публикаций, 28 учебников и брошюр, букварь «Legu kai parolu!», сотрудничала с 60 чешскими и эсперанто-журналами. Под влиянием надвигающегося нацизма она анонимно выпустила произведение Provolání K celému světu. С 1933 года Почётный член Всемирной ассоциации эсперанто (UEA), Эсперанто-ассоциации Чехословацкой Республики. Автор курса эсперанто.
Умерла 20 декабря 1970 года в Праге. Её тело было кремировано 27 декабря 1970 года.

## Список работ
Список работ в Основной части каталога Чешской Республики, автором или объектом которых является Юлие Шупихова:
- Esperanto: mluvnice a cvičebnice pro samouky a kursy (1947)[8]
- Hovoříme esperantsky (1947)[9]
- L.L. Zamenhof (1947)[10]
- Malý průvodce po Praze (1938)[11]
- Několik slov maminkám našich školáků (1942)[12]
- Slovníček cizích slov (1936)[13]
- Slovníček cizích slov pro mládež (1944)[14]
- La juna korespondanto[15]